# Cyprianus (bok)
Cyprianus är en dansk trolldomsbok som innehåller formler och råd för att upptäcka tjuvar, väcka en annans kärlek, avvända trolldom med mera. Boken, vars innehåll sannolikt härrör från medeltiden, har sitt namn efter kyrkofadern Cyprianus som enligt vad traditionen berättar var en stor häxmästare innan han blev omvänd.  Boken spelade en stor roll i den danska allmogens föreställningar. Den ansågs för en stor skatt och fanns endast i handskrift, men blev 1771 första gången tryckt i Malmö. 1870 påvisades att de hemlighetsfulla ord, som inte tidigare kunde tydas, var avfattade i chiffer genom omkastning av bokstäver.